# Vigošte
Vigošte es un pueblo ubicado en la municipalidad de Arilje, en el distrito de Zlatibor, Serbia.

## Superficie
Posee una superficie de 6,536 kilómetros cuadrados.

## Demografía
Hasta 2011 la población era de 1180 habitantes, con una densidad de población de 180,5 habitantes por kilómetro cuadrado.